# DDT (banda)
DDT (en cirílico: ДДТ) es una banda de rock rusa fundada en 1980 por Yuri Shevchuk en Ufá. Nombrada por el pesticida DDT, la banda tuvo un gran éxito durante la Perestroika, la etapa final de la Unión Soviética, y sigue siendo uno de los grupos más populares del rock ruso. La banda ha lanzado más de una veintena de álbumes de estudio, en vivo y recopilatorios desde su formación, de la que sólo permanece Yuri Shevchuk como miembro original.

## Historia

### Orígenes y periodo en Ufá (1980-85)
La banda fue formada en Ufá en 1980 y consistía en cinco miembros:
- Yuri Shevchuk — vocales, guitarra
- Vladimir Sigachyov — teclados
- Rustem Asanbayev — guitarra
- Gennady Rodin — bajo
- Rustam Karimov — percusión[2]

En 1982, el periódico Komsomolskaya Pravda patrocinó un concurso para jóvenes músicos llamado Zolotoy Kamerton. DDT presentó tres composiciones: "Inoplanetyane" (extraterrestres), "Chyornoye solntse" (sol negro) y "Ne strelyai!" (¡no disparen!). Durante la competencia de larga duración, el grupo publicó su primer álbum (en formato casete), Svinya na raduge («cerdo en un arco iris»). El álbum contenía elementos de rock and roll, blues y música country.
Durante este tiempo, la música popular en la antigua Unión Soviética se dividió entre los artistas denominados "oficiales", que fueron admitidos en el sindicato de músicos, y los artistas underground. Dichos artistas underground eran a menudo músicos que también tenían otros trabajos. En la década de 1980 se desarrolló una compleja escena clandestina musical y la música "no oficial" fue ampliamente distribuida (aunque la compensación a los artistas era muy limitada), de manera similar a los canales clandestinos que habían existido para la literatura no estatal (samizdat). Estos artistas clandestinos eran ampliamente conocidos, y sus álbumes no oficiales a veces se mencionaban en la prensa.
En la década de 1980, el DDT se situó en una línea difusa entre artistas underground y "oficiales", pero estaban cerca de lo clandestino en cuanto a sus actuaciones musicales, sus letras y el estilo del propio grupo.
Los trabajos que DDT envió a Zolotoy Kamerton llegaron a la ronda final de la competencia y el grupo fue invitado a actuar en concierto en el complejo Orlyonok de Moscú, junto con el otro finalista, Rok-sentyabr (Rock-septiembre) de Cherepovets. DDT y tres miembros del Rok-sentyabr, Vyacheslav Korbin, Yevgeny Belozyorov y Andrey Maslennikov, pronto produjeron un álbum colaborativo, Monolog v Saigone («monólogo en Saigón»), más tarde renombrado Kompromiss («compromiso»). Después de grabar el álbum, Sigachyov y Shevchuk volvieron a Ufá.
Sigachyov se distanció del grupo, mientras que Shevchuk reclutó nuevos miembros, entre ellos Rodin, el baterista Sergey Rudoy, el guitarrista Rustam Rezvanov y el teclista Vladislav Senchillo. En mayo de 1983, DDT actuó en el estadio Luzhniki de Moscú, como parte de un festival organizado de tres días de duración, Rok za mir («Rock por la Paz»). Su actuación, sin embargo, fue editado fuera del programa oficial de la televisión que cubría el evento. El nuevo colectivo produjo el álbum Periferia en abril de 1984. Después de la grabación de este álbum, algunos miembros del grupo fueron incluidos en una lista de vigilancia de la KGB y sometidos a la persecución del gobierno. La banda fue prohibida, lo que obligó a pasar a la clandestinidad. Irónicamente, esto sirvió para aumentar su popularidad entre los jóvenes aficionados a la música soviética.
Aunque nunca se consideraron a sí mismos activistas políticos, Shevchuk siempre sintió que era su deber como ciudadano y compositor abordar no sólo los puntos fuertes, sino las debilidades del gobierno de su país, una postura peligrosa en la antigua Unión Soviética. DDT continuó trabajando como un grupo "no conformista", produciendo discos y dando conciertos por toda la Unión Soviética. Eso no fue fácil, ya que recibían poco o ningún dinero para los álbumes que se produjeron durante este período, y muy poco para sus conciertos. Al igual que otros artistas disidentes, sobrevivieron a través de una combinación de inteligencia, perseverancia y ayuda no oficial de su base de fanes.
Shevchuk pasó algún tiempo en Sverdlovsk (actual Ekaterimburgo), tocando con el grupo Urfin Juis. En noviembre de 1985, DDT grabó el álbum Vremya («tiempo») en Moscú.

## Discografía

### Álbumes de estudio
| Título romanizado         | Título original        | Traducción                                           | Lanzamiento |
| ------------------------- | ---------------------- | ---------------------------------------------------- | ----------- |
| Svinya na raduge          | Свинья на радуге       | Cerdo en un arco iris                                | 1982        |
| Kompromiss                | Компромисс             | Compromiso                                           | 1983        |
| Periferiya                | Периферия              | Periferia                                            | 1984        |
| Vremya                    | Время                  | Tiempo                                               | 1985        |
| Ya poluchil etu rol       | Я получил эту роль     | Me dieron este papel                                 | 1988        |
| Ottepel                   | Оттепель               | Deshielo                                             | 1990        |
| Plastun                   | Пластун                | «Plastún» (término arcaico originado en los cosacos) | 1991        |
| Aktrisa Vesna             | Актриса Весна          | Primavera, la Actriz                                 | 1992        |
| Eto vsyo                  | Это всё                | Eso es todo                                          | 1994        |
| Lyubov                    | Любовь                 | Amor                                                 | 1996        |
| Rozhdyonny v SSSR         | Рождённый в СССР       | Nacido en la URSS                                    | 1997        |
| Mir nomer nol             | Мир номер ноль         | Mundo número cero                                    | 1999        |
| Metel avgusta             | Метель августа         | Tormenta de nieve de agosto                          | 2000        |
| Yedinochestvo I           | Единочество I          | Soltería I                                           | 2002        |
| Yedinochestvo II. Zhivoy. | Единочество II. Живой. | Soltería II. Vivo.                                   | 2003        |
| Propavshy bez vesti       | Пропавший без вести    | Desapareció sin dejar rastro                         | 2005        |
| Prekrasnaya lyubov        | Прекрасная любовь      | Amor precioso                                        | 2007        |
| Inache                    | Иначе                  | De otra manera                                       | 2011        |
| Prozrachnii               | Прозрачный             | Transparente                                         | 2014        |

### Álbumes en directo
| Título romanizado       | Título original        | Traducción                    | Lanzamiento |
| ----------------------- | ---------------------- | ----------------------------- | ----------- |
| Chyorny pyos Peterburg  | Чёрный пёс Петербург   | Perro Negro Petersburgo       | 1993        |
| Gorod bez okon. Vkhod.  | Город без окон. Вход.  | Ciudad sin ventanas. Entrada. | 2004        |
| Gorod bez okon. Vykhod. | Город без окон. Выход. | Ciudad sin ventanas. Salida.  | 2004        |

### Recopilatorios
| Título romanizado | Título original | Traducción    | Lanzamiento |
| ----------------- | --------------- | ------------- | ----------- |
| Prosvistela       | Просвистела     | Silbó         | 1999        |
| Pesni             | Песни           | Canciones     | 2003        |
| Ne strelyay!      | Не стреляй!     | ¡No disparen! | 2008        |

### Sencillos
| Título romanizado | Título original  | Traducción        | Lanzamiento |
| ----------------- | ---------------- | ----------------- | ----------- |
| "Eto vsyo"        | "Это всё"        | Eso es todo       | 1995        |
| "Mir nomer nol"   | "Мир номер ноль" | Mundo número cero | 1998        |
| "Stary god"       | "Старый год"     | Año pasado        | 2007        |